# Le Livre de la mutation de fortune

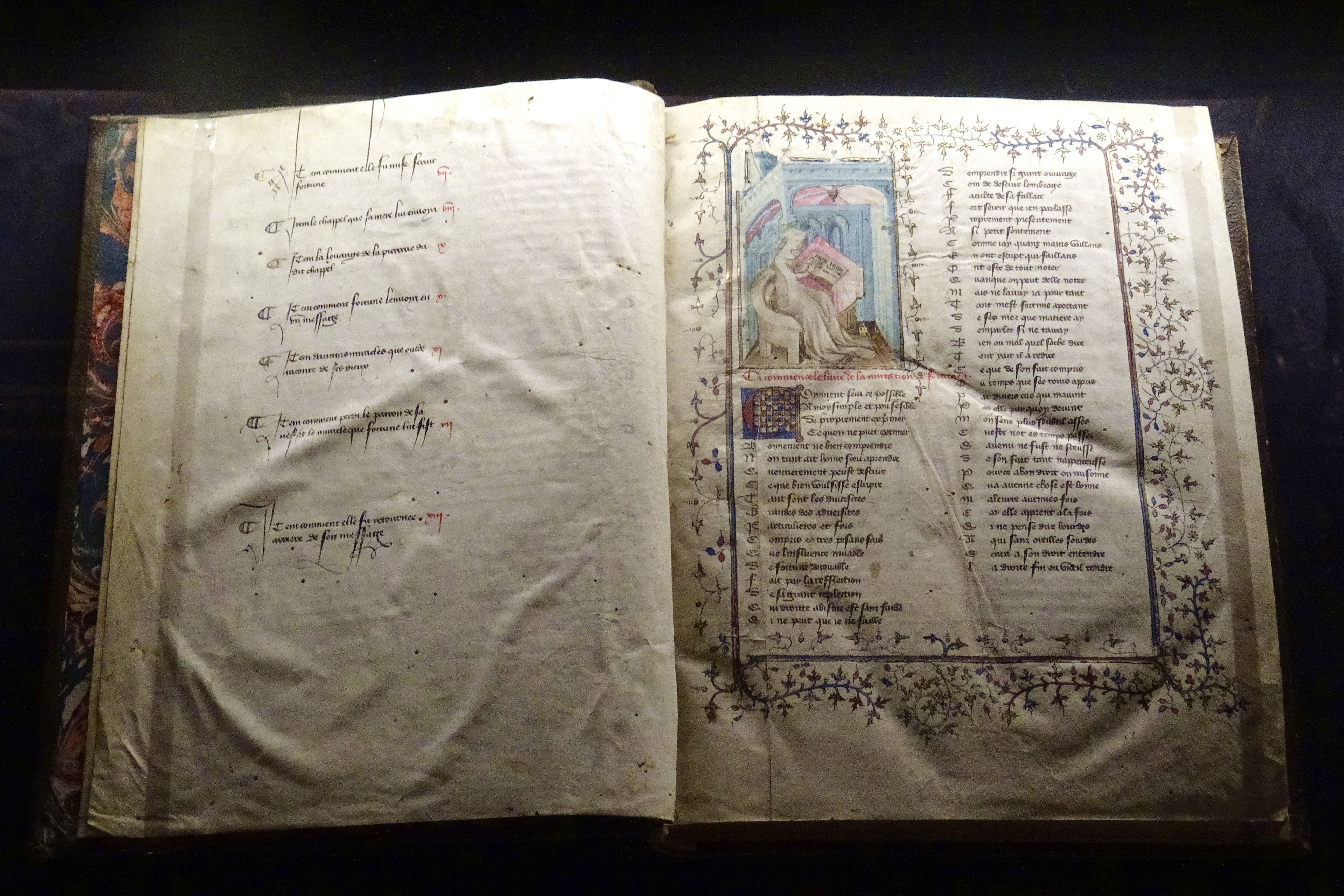
Chantilly (60), bibliothèque Condé, Christine de Pizan, Le livre de la Mutacion de fortune, enluminé par le maître de l'Êpitre d'Otéa, début XVe siècle, inv. 494

Le Livre de la mutation de fortune est un texte poétique de Christine de Pizan de 1403,. Il constitue le récit d'une femme qui indique avoir été transformée en homme à la suite de la mort de son mari et, à ce titre, est un texte précurseur en ce qui concerne le changement d'identité de genre (transidentité).

## Description
Christine de Pizan écrit ce poème de 23 636 vers en 1403 avec une optique autobiographique sur le mode allégorique. La narratrice du texte raconte être devenue un homme après la mort de son mari afin de devenir écrivaine, dans une tentative de justification d'avoir entrepris une activité jugée virile comme l'écriture. 
Le changement d'identité de genre de la narratrice, répétant à de multiples reprises être un homme, en fait un texte précurseur des questions de transidentité dans la littérature médiévale française.

Christine de Pisan : « Livre de la mutation de fortune » folio 4r - Gallica reproduisant les mots «Vous diray qui je suis, Qui de femelle devint masle»

Vous diray qui je suis
Qui de femelle devint masle
Par fortune qu'ainsi le voult
Si me mua et corps et voult
En homme naturel parfaict :
Et jadis fut femme de fait
Homme suis je ne mens pas,
Avant d'aborder le sujet de sa transformation, la narratrice cite deux autres cas de transformation de femmes en hommes : Tiresias et Yplis (l'Iphis du poète Ovide). 
L'autrice et la narratrice ont en commun le prénom de Christine. Le texte énumère les transformations successives opérées par le personnage de Fortune. La narratrice indique avoir été transformée en homme par Fortune après le décès de son mari survenu dans un naufrage alors qu'elle est âgée de 25 ans et déjà mère. Elle insiste sur le fait que 13 ans après, elle est et demeure un homme.
Fortune a opéré la métamorphose en touchant chaque partie du corps de la narratrice, jusqu'à la transformer intégralement en homme. Elle affirme également être en tous points comme son père, lui ressemblant, le sexe en moins. Cette transformation de la narratrice, contrairement à la métamorphose décrite dans L'Ovide moralisé s'opère de l'extérieur vers l'intérieur, l'apparence de la narratrice devenant conforme à son âme intérieure masculine,.
La narratrice indique user de la métaphore pour son récit, ce qui selon elle n'exclut pas la vérité.

Dans les commentaires explicatifs insérés entre les sections du texte, l'écrivaine indique que la narratrice est «une personne», et que le texte raconte comment elle servit Fortune et s'est conduite. La narratrice indique être née fille : 

fus nee fille, sanz fable

## Postérité
Certaines des miniatures du livre inspirèrent des œuvres de Robinet Testard et de Jean Pichore qui travaillaient pour Louise de Savoie, comme le visage de la déesse ou la roue horizontale,.